# Винни-Пух и Слонотоп: Хэллоуин
«Винни-Пух и Слонотоп: Хэллоуин» (англ. Pooh's Heffalump Halloween Movie) — американский полнометражный мультфильм 2005 года, выпущенный сразу на DVD. По мотивам сказок Алана Милна о приключениях Винни-Пуха и его друзей. Последняя роль Джона Фидлера (голос Пятачка с 1968 года) и первый мультфильм о Винни-Пухе без Пола Уинчелла (голос Тигры с 1968 года).

## Сюжет
Жители Волшебного леса готовятся к Хэллоуину, причём для малыша Слонотопа это первый Хэллоуин в его жизни. Рассказывая об этом празднике, Тигра сильно его пугает. Тем временем Винни-Пух съедает все сласти, приготовленные Кроликом к празднику, и это ставит под угрозу срыва всё мероприятие. Тигра рассказывает, что на днях видел в Лесу страшное загадочное существо Гоблун, которое живёт в Дереве ужасов и может исполнить любое желание. Ру со Слонотопом тайком от всех отправляются на его поиски, чтобы попросить конфет для праздника. Вскоре они находят Дерево ужасов — жилище Гоблуна, но боятся туда войти. Сидя в укрытии неподалёку, Ру для поднятия духа рассказывает другу историю с прошлого Хэллоуина…
Тигра, Пух, Иа и Пятачок отправляются в лес всех пугать и выпрашивать сладости. Пятачок и так боится этого праздника, а тут ещё начинается буря, которая отделяет Пятачка от друзей. Он, трясясь от страха, ходит по лесу ищет их и обнаруживает двух призраков, мучающих его друга Винни-Пуха. Не понимая, что это Тигра с осликом, одетые в костюмы, пытаются отцепить от веток застрявшего медвежонка, Пятачок влезает в сделанную им огромную пугающую конструкцию и бросается на помощь Пуху. В итоге все признают Пятачка спасителем и храбрецом.
Воодушевившись рассказом, друзья сооружают ловушку, которая должна запереть Гоблуна, едва тот войдёт в своё жилище. После этого они отправляются окрест поискать чудовище, но пугаются тыкв, выпавших из тележки на мосту, и теряют друг друга. Слонотоп думает, что его друга забрал Гоблун и отважно бросается внутрь Дерева и захлопывает за собой ловушку. Внутри никого нет, а выбраться он не может. А Крошка Ру находит тыкву, невероятно похожую на голову своего друга. Он решает, что Гоблун оторвал Слонотопу голову и в слезах бросается за помощью к Пуху, Пятачку, Тигре и Кролику. Вся компания приходит к Дереву ужасов, Ру просит у Гоблуна вернуть ему друга. Услышав знакомый голос, Слонотоп разбегается ещё раз и наконец-то вышибает брёвна, преграждавшие его путь к свободе. Вся компания отправляется на праздник к Кенге, которая встречает их в хэллоуинском наряде — Тигра объясняет всем, что именно это и есть Гоблун, которого он давеча издали видел меж деревьев. У Кенги для всех припасены оригинальные сюрпризы — каждый получил в подарок по тыкве, очень похожей на собственную голову, а вот «головы Слонотопа» нет, Кенга её потеряла.

## Роли озвучивали
- Джим Каммингс — Винни-Пух / Тигра
- Джимми Беннетт — Крошка Ру
- Кайл Стенджер — Слонопотам
- Питер Каллен — Иа-Иа
- Джон Фидлер — Пятачок
- Кен Сэнсом — Кролик
- Кэт Сьюси — Кенга
- Дэвид Огден Стайерс — рассказчик за кадром
- Майкл Гоф — Суслик[англ.] (в титрах не указан)